# Thecla ixion
Thecla ixion är en fjärilsart som beskrevs av Fabricius 1775. Thecla ixion ingår i släktet Thecla och familjen juvelvingar. Inga underarter finns listade i Catalogue of Life.